# Francisco Inácio de Carvalho Moreira
Francisco Inácio de Carvalho Moreira, barón de Penedo,  fue un político, abogado y destacado diplomático brasileño del siglo XIX, en palabras de Manuel de Oliveira Lima «el más notable diplomático del Imperio».

## Biografía
Francisco Inácio de Carvalho Moreira nació el 25 de diciembre de 1815 en la villa de Penedo, en la entonces Capitanía de Pernambuco, actual Estado de Alagoas, hijo del capitán y propietario de ingenio azucarero portugués João Moreira de Carvalho y de la alagoana Maria Joaquina de Almeida e Silva.

### Abogado y legislador
En 1834 se matriculó en la facultad de derecho de Olinda. Aunque sería conservador a lo largo de su carrera, aun durante gobiernos liberales, en sus días de estudiante en Olinda participó junto a Fabio Alexandrino de Carvalho Reis, Antônio Barbosa Leal Castello Branco y Francisco José Furtado de la redacción y dirección del Argos Olindense, periódico académico de virulenta posición liberal.
Tras un conflicto entre estudiantes y profesores que llevaron a la intervención de la fuerza pública, pasó a la Facultad de Derecho de São Paulo donde se graduó de bachiller en derecho en 1839, tras lo que ejerció la abogacía en Río de Janeiro.
Uno de sus primeros y exitosos casos fue la defensa del brigadier Rafael Tobias de Aguiar llevado ante un consejo de guerra por su participación en el movimiento revolucionario de 1842.
En 1843, junto a Augusto Teixeira de Freitas,  Francisco Alberto Teixeira de Aragão, Caetano Alberto Soares, Francisco Jê Acaiaba de Montezuma, vizconde de Jequitinhonha, José Maria Frederico de Souza Pinto, Josino do Nascimento Silva, Antônio Pereira Pinto, José Thomaz de Aquino y Luiz Fortunato de Brito Abreu e Souza Menezes, creó el Instituto dos Advogados Brasileiros (IAB) convirtiéndose en su segundo presidente (1851/1852).
Fue diputado nacional por el estado de Alagoas por el período 1849 a 1852.

### Estados Unidos

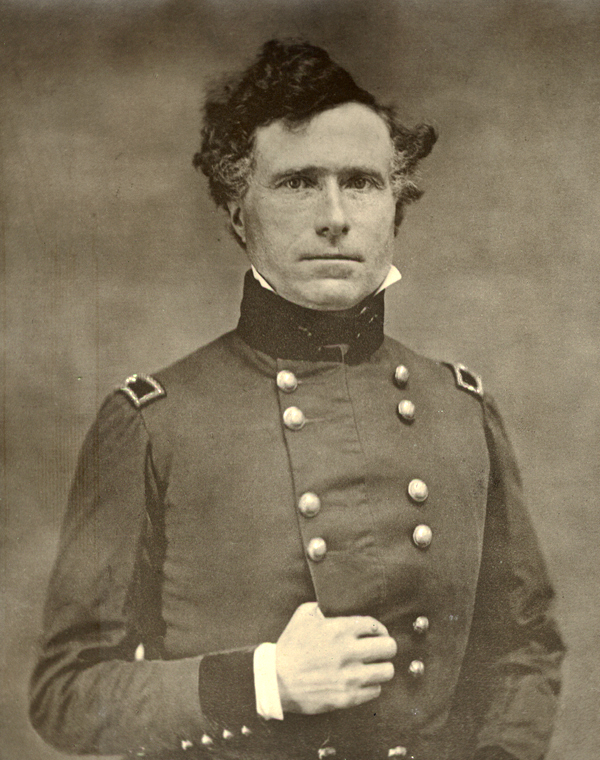
Franklin Pierce

Aún con mandato, el 18 de noviembre de 1851 ingresó al servicio diplomático del Imperio y el 21 de septiembre de 1852 fue nombrado representante ante los Estados Unidos, donde debió enfrentar las presiones estadounidenses para abrir a la libre navegación intercional el río Amazonas y sus afluentes. 
Ya en 1848 el ciudadano estadounidense Joshua Dodge había propuesto a la Legación del Brasil en Washington asentamiento de 20.000 personas en Belém do Pará. James Gadsden, el mismo que impulsaría al presidente Franklin Pierce a adquirir parte de México, pretendió por su parte asentar sus esclavos en el valle del Amazonas. Finalmente, el teniente Matthew Fontaine Maury proponía abiertamente constituir una República Amazónica, donde los Estados Unidos se verían libres de esclavos al trasladarlos con sus propietarios que irían «con sus dioses y bienes para asentarse, revolucionar, republicanizar y anglosajonizar ese valle».
En su primer mensaje al Congreso, Franklin Pierce (1853-1857) presentó la cuestión del Amazonas, criticando la política del Brasil al restringir su navegación considerando que obstaculizaba el intercambio comercial con los otros Estados de la región. La presentación del asunto al Congreso por el presidente fue considerada por Carvalho Moreira como el primer paso hacia las hostilidades.

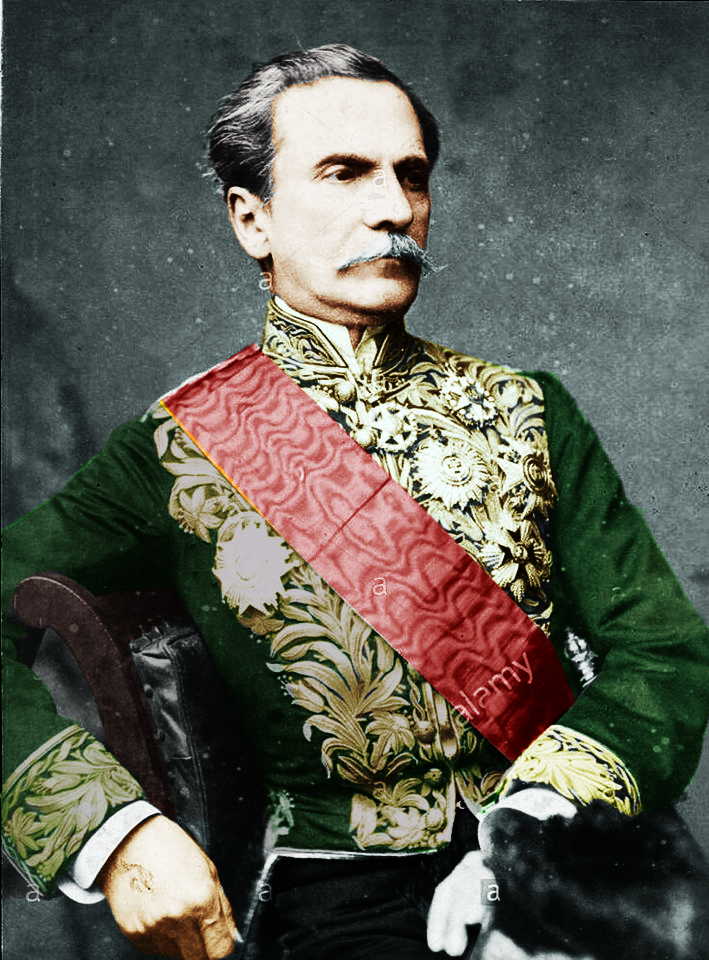
Barón de Penedo

Siguiendo órdenes de Pierce, el Secretario de Estado William Marcy instruyó al Ministro plenipotenciario de Estados Unidos en Río de Janeiro, William Trousdale, para que en el sentido de que empeñase todos los esfuerzos para asegurar como fuera para sus ciudadanos su «legítima reivindicación», el libre tránsito en el Amazonas, esfuerzos que al resultar infructuosos lo impulsaron en 1855 a cumplir el «desagradable deber» de comunicar la determinación de Estados Unidos en obtener el libre uso del Amazonas.
Finalmente los temores de Carvalho Moreira, quien ya entonces había sido destinado a Europa, de un inminente conflicto resultaron infundados.

### Gran Bretaña

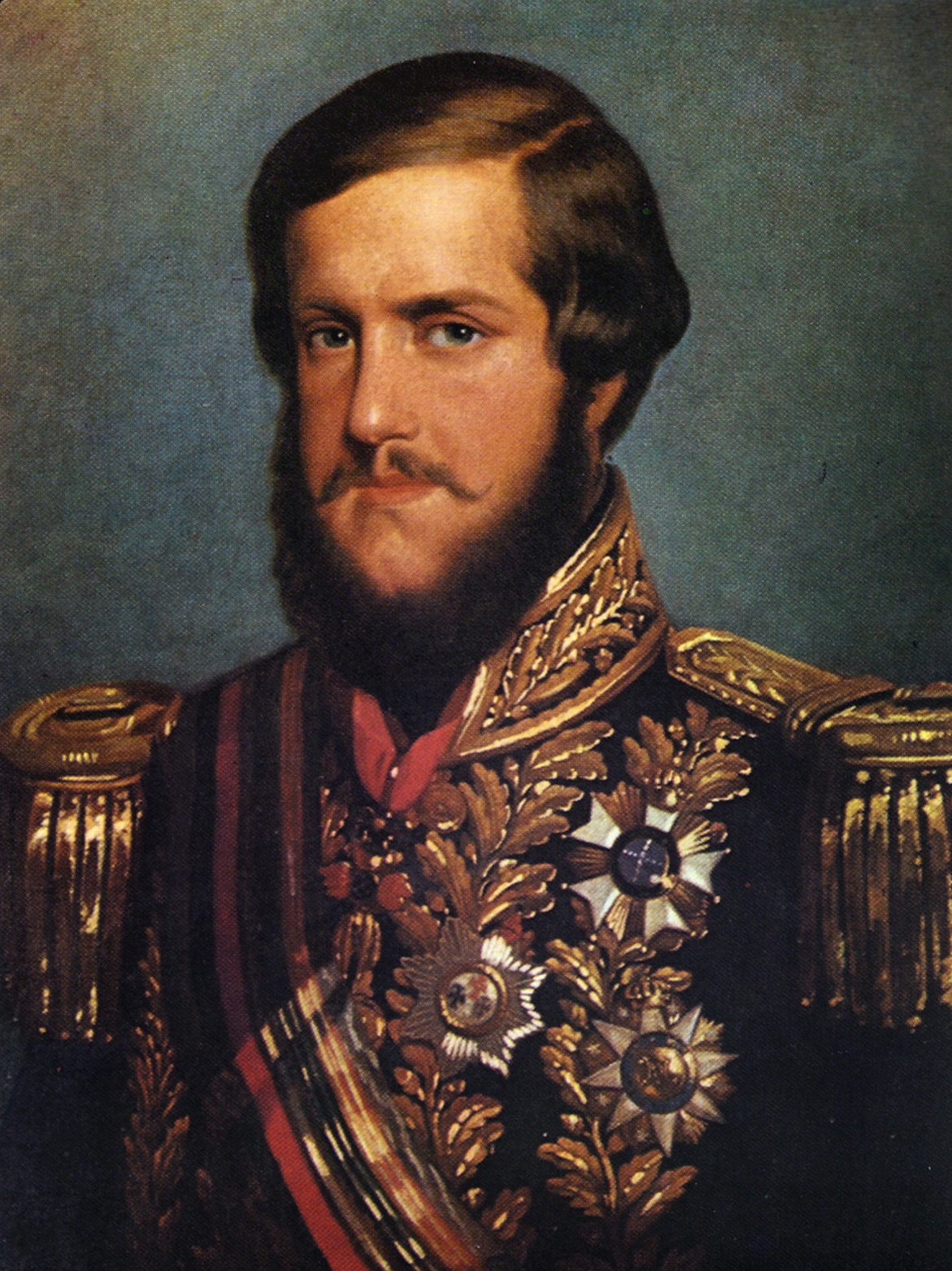
Pedro II de Brasil (1853)

El 31 de julio de 1855 dejó vacante la representación del Imperio en Washington y fue designado ministro plenipotenciario en Gran Bretaña en reemplazo de Sergio Teixeira de Macedo, presentando sus credenciales en Londres el 5 de septiembre de ese año.
El vizconde de Abaeté lo felicitó por su nombramiento en «una de las Legaciones más importantes que tenemos, tanto por las cuestiones políticas que allí se tratan como por los importantes temas administrativos que estarán a su cargo».

#### Misión en Roma (1858)
En 1858 viajó a Roma en misión secreta ante la Santa Sede para lograr que se aceptara considerar al matrimonio como un contrato civil ya que los casamientos mixtos se habían convertido en un serio problema ante la expansión de la inmigración de credo protestante en Brasil. 
Tras largas tratativas con el Cardenal Giacomo Antonelli, Cardenal Secretario de Estado de Pio IX, quien defendía la competencia de la Iglesia en los casos en que una de las partes era de confesión católica y la obligatoriedad de comprometer por juramento a la pareja para que los hijos fueran criados como católicos, Francisco Inácio de Carvalho Moreira obtuvo finalmente una mayor flexibilidad y tolerancia de la iglesia ante los matrimonios mixtos.
El acuerdo sería considerado «una especie de puente hacia el casamiento civil, primer paso hacia la laicización de numerosas instituciones sociales» y la «semilla de la definitiva separación entre la Iglesia y el Estado».

#### Cuestión Christie

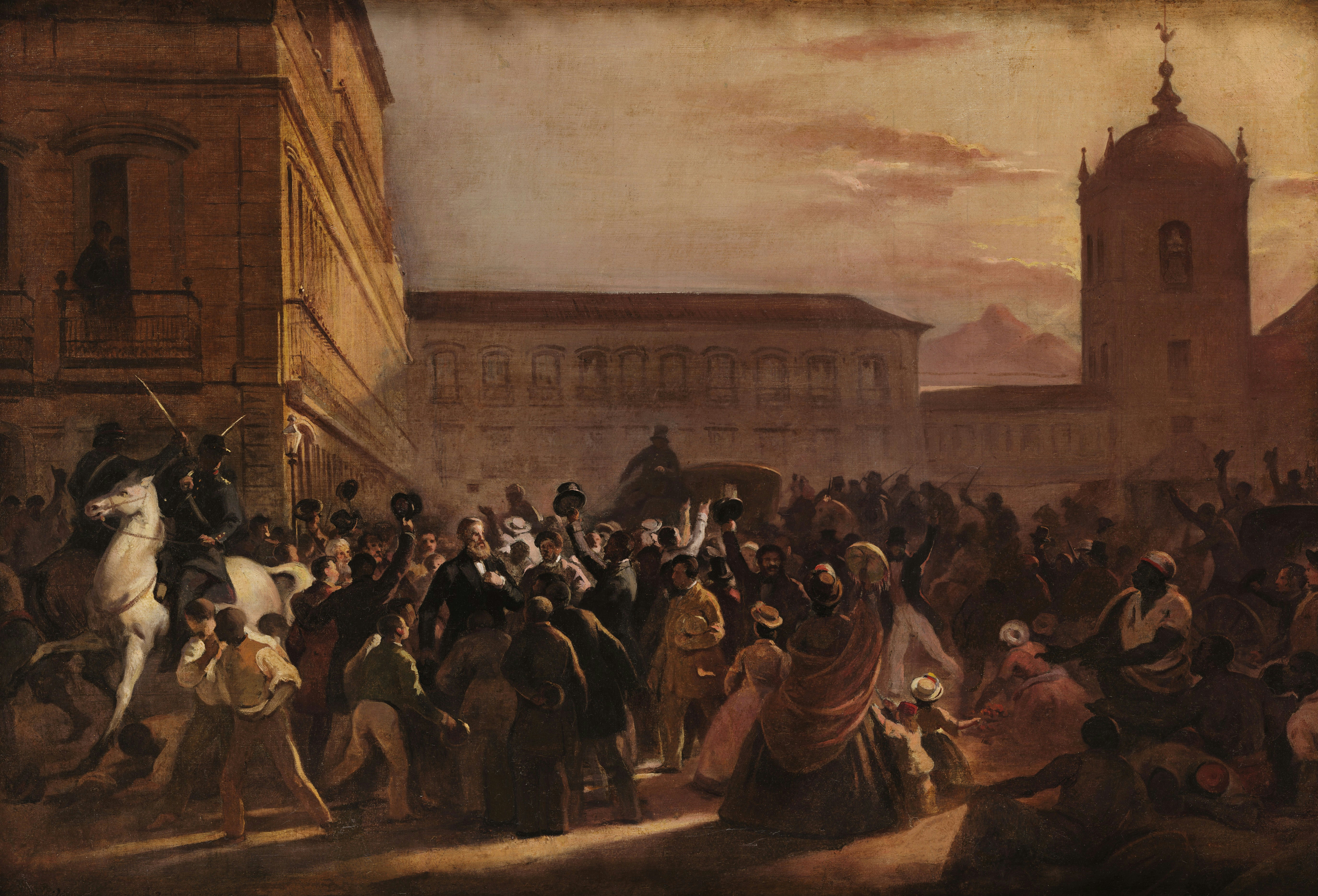
La "Questão Christie", de Víctor Meirelles (1864)

En abril de 1861 el censo británico registraba que su familia constaba de su esposa y cuatro hijos y que habitaba en el N° 9 de Cavendish Square, en Londres. Poco después una crisis inesperada alcanzaría al embajador.
A los sucesos del naufragio y saqueo del Prince of Wales en las costas brasileñas se sumó el incidente de la detención de los oficiales de la fragata de 51 cañones HMS Forte (capitán Thomas Saumarez). La intransigencia del cónsul británico William Dougal Christie hizo el resto y en noviembre de 1862 un escuadrón de guerra al mando del contralmirante Richard Laird Warren bloqueó el puerto de Río de Janeiro, tomó cinco barcos que estaban anclados allí, y exigió una compensación del gobierno de £ 3200.
Al estallar así el conflicto conocido como Cuestión Christie, Carvalho Moreira protestó ante el gobierno británico, expresando que «la superioridad en fuerzas no debe constituir un privilegio por encima del derecho y la justicia». y siguiendo las instrucciones de su gobierno exigió al gabinete de Saint James:
1. que manifieste su pesar por los hechos ocurridos en las represalias
2. que manifieste no haber tenido intención de violar la soberanía del Imperio
3. indemnización de los interesados

Negándose a todo el gobierno inglés, el ministro se retiró a París y el 25 de mayo de 1863 Brasil rompía relaciones con Gran Bretaña. Pese a la situación, Carvalho Moreira regresó unos días a Londres de incógnito para ultimar las negociaciones con la casa Rothschild de cara a un nuevo empréstito. El mismo, que no fue obstaculizado por Londres, se acordaría en octubre de 1863 y sus condiciones de contratación generarían repulsas en Brasil y su tratamiento en el Parlamento brasileño en su asamblea del 10 de marzo de 1864.
El 29 de julio de 1864 recibió el título de barón de Penedo y, resuelto el conflicto, en 1866 regresó a su puesto restableciendo así las relaciones diplomáticas entre ambas naciones.

#### Empréstitos y escándalos

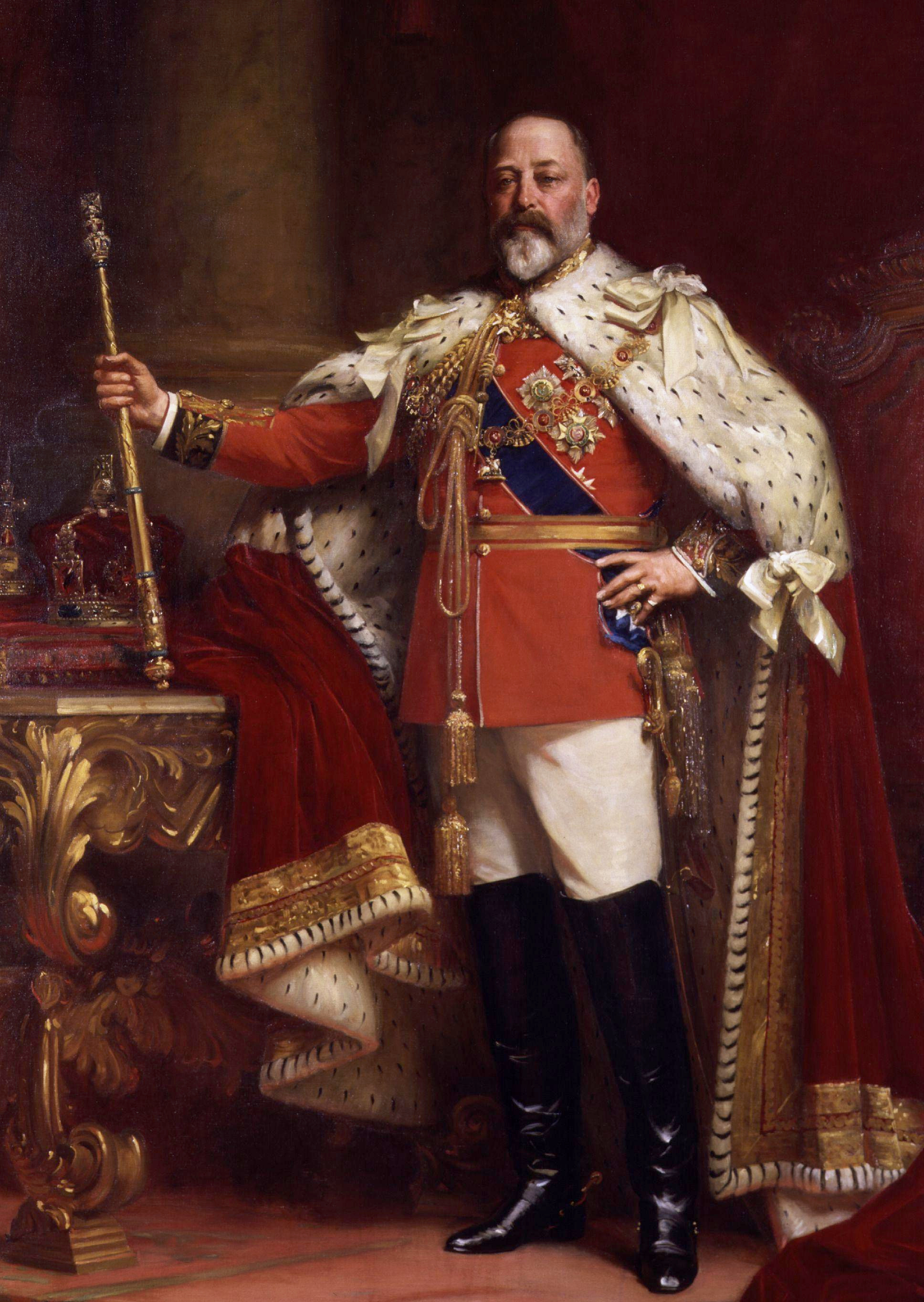
Eduardo VII (1902)

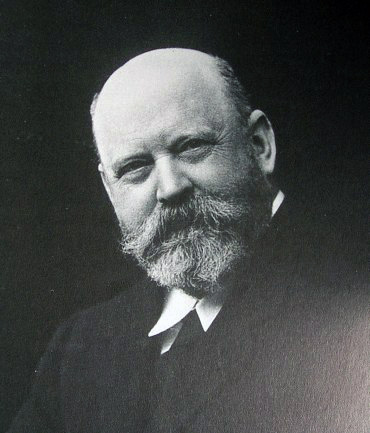
Lionel Walter Rothschild

Durante su paso por la embajada estuvo envuelto en sospechas de corrupción por su papel en las seis negociaciones en que intervino para la contratación de préstamos de capital británico a Brasil negociados con la casa Rothschild, que algunas fuentes afirman le proporcionaron más de 200000 libras en comisiones, que en la época solían ser del 2% de la operación, lo que el mismo admitiría según Oliveira Lima, así como en escándalos por sus aventuras extramatrimoniales.
Estuvo involucrado en los empréstitos de mayo de 1858 (valor nominal de £ 1.526.500, efectivo del 95.5%, al 4.5%, plazo de 30 años), abril de 1860 (valor nominal de £ 1.373.000, efectivo del 90%, al 4.5%, plazo de 30 años), octubre de 1863 (valor nominal de £ 3.855.300, efectivo del 88%, al 4.5%, plazo de 30 años), septiembre de 1865 (valor nominal de £ 6.963.600, efectivo del 74%, al 5.0%, plazo de 30 años), 1875 (valor nominal de £ 5.301.200, efectivo del 96.5%, al 5.0%, plazo de 38 años), 1883 (valor nominal de £ 4.599.600, efectivo del 89.0%, al 4.5%, plazo de 38 años).
Ayudó también a Irineu Evangelista de Sousa, Barón de Mauá, a obtener financiamiento de Rothschild para su compañía ferroviaria, la São Paulo Railway Company Limited.
Eran famosas sus fastuosas cenas en su nueva residencia del 32 de Grosvenor Gardens, a las que era habitué el Príncipe de Gales, el futuro Eduardo VII del Reino Unido, y su esposa la princesa Alejandra de Dinamarca, así como el banquero Lionel Walter Rothschild. Eran también habituales sus excursiones a París en compañía del príncipe de Gales en procura de amantes y discreción. En ese destino forjó una duradera amistad con el secretario de la embajada, el joven Joaquim Aurélio Barreto Nabuco de Araújo, futuro líder abolicionista de su país.
Su fastuoso modo de vida impulsaría al emperador Pedro II de Brasil en su segunda visita a Londres en 1876 a requerirle explicaciones por el origen de sus recursos, ya que sólo el alquiler de la mansión ascendía a 1.400 libras al año, la mitad de su asignación oficial y sus habituales banquetes para más de 60 invitados contaban con el concurso de un famoso chef, Cortais, antiguamente empleado por el Gran Duque de Rusia.

#### Guerra de la Triple Alianza. Exposición de París

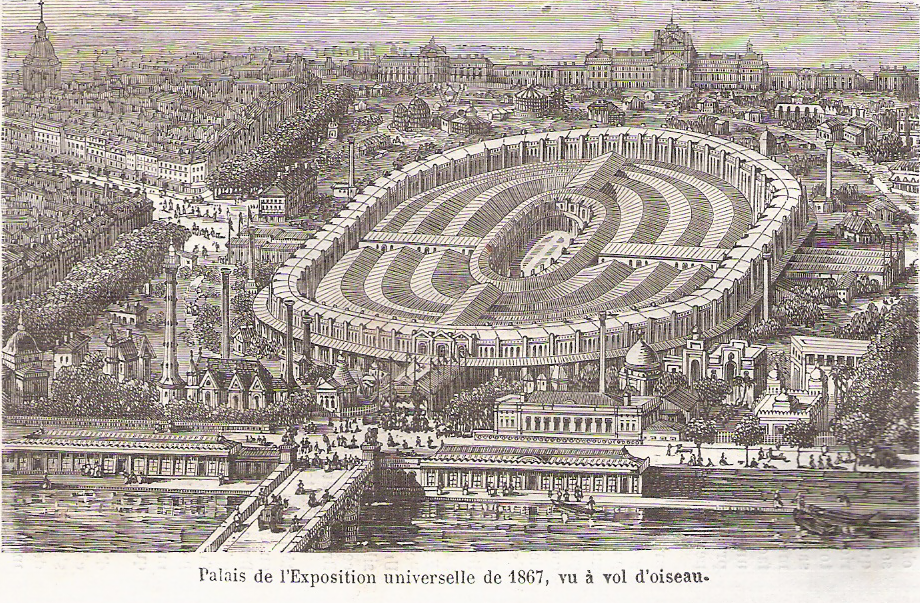
Edificio de la Exposición Universal de París (1867)

Durante la Guerra del Paraguay permaneció destinado en Europa a los efectos de adquirir armamentos y defender la posición del gobierno brasileño.
Presidió la Comisión de su país en la Exposición Universal de París (1867). Durante la misma, un inconveniente surgido a raíz de las insuficientes entradas disponibles para los miembros de la Comisión brasileña, lo llevó en julio de 1867 a plantear su dimisión a esa Comisión por considerarse gravemente injuriado.
Pese a que las reacciones por el manejo del empréstito habían quedado atrás y a que Penedo gozaba de gran reputación, como reflejaba el Jornal do Commercio do Rio del 22 de septiembre de 1866 que le dedicaba un largo y elogioso artículo, reseñando sus servicios al Imperio y proclamándolo el primero de sus diplomáticos y el único con conocimientos financieros, fue reemplazado en octubre de 1867 por José Carlos de Almeida Arêas, vizconde de Ourem.

#### Misión en Roma (1873)
Al estallar el conflicto entre la Iglesia católica encabezada por el obispo de Olinda fray Vital Maria Gonçalves de Oliveira y la masonería en 1872, la llamada Cuestión Religiosa (Questão Religiosa), en 1873 le fue confiada una nueva misión especial ante la Santa Sede para recomponer las relaciones, la que según el mismo reconocería «estaba desde su comienzo condenada sin remedio a no tener resultados prácticos».

#### Nuevamente en Londres
En 1875 fue nuevamente puesto al frente de la legación brasileña en Gran Bretaña, manteniendo el puesto hasta fines de 1899, cuando fue reemplazado por João Arthur Souza Corrêa.
Durante ese período actuó como intermediario entre el violinista y compositor alemán Emil Daniel Friedrich Viktor August Wilhelm (1845-1908) y el emperador Pedro II, a quien Wilhelm ofrecía dedicar composiciones de su autoría.
El emperador Pedro II fue depuesto el 15 de noviembre de 1889 por un golpe militar liderado por el general Deodoro da Fonseca, que proclamó la República (República Velha) y se convirtió en el primer presidente de los Estados Unidos del Brasil (República dos Estados Unidos do Brasil).
Convocado por el nuevo régimen para aportar «su patriotismo, experiencia y prestigio en Europa» escribió al Consejero Rui Barbosa rechazando el ofrecimiento en razón de que «habiendo tenido desde hace casi cuarenta años el honor de representar a Brasil en América y Europa como ministro del emperador, ahora, al final de tan larga carrera diplomáticano, no me sería posible sin olvidar todo mi pasado entrar al servicio del nuevo régimen que reemplaza a la monarquía, abolida en Brasil». Agregaba, reafirmando su posición: «es de conocimiento general para todos los que me conocen en mi país y en Europa, el profundo compromiso que tengo hacia mi venerable monarca, a quien debo amistad y la gratitud. Estos sentimientos, al estar hoy destronado, son más respetables aún para mí».

### Últimos años. Obras, familia y carácter.
Mantuvo la esperanza de ver restaurada la monarquía en Brasil y cuando en noviembre de 1891 Deodoro dio el golpe de Estado y disolvió el Congreso, junto a Gaspar da Silveira Martins, Alfredo d'Escragnolle Taunay y otros políticos celebraron una reunión en París con Pedro II solicitándole que regresara inmediatamente a Brasil y tomara el control de la situación pero el viejo emperador no aceptó la idea justificándose por su vejez y los problemas de salud.
En 1900 se embarcó de regreso a Río de Janeiro. Conservador y monárquico convencido, pasó sus últimos años apartado de la vida pública «como un exiliado en su propia tierra».
Falleció en Río de Janeiro el 1 de abril de 1906.
Fue socio del Instituto Histórico y Geográfico Brasileño (IHGB). 
Integró la Academia Penedense de Letras, Artes , Cultura e Ciências.
Escribió diversos libros, como Do Supremo Tribunal de Justiça (1848), Constituição politica do imperio do Brasil (1855), Relatórios sobre a Exposição Internacional (1862) y Missão Especial de Roma (1873). 
Recibió la gran cruz de la Orden de San Gregorio Magno, la gran cruz de la Orden de Cristo, fue nombrado caballero de la Orden Imperial de Cristo (Brasil), la Gran Cruz de la Rosa, la Gran Cruz de Francisco I de Nápoles, la Gran Cruz de Medjidié (Turquía), la Orden del doble Dragón (China), de Ernestina de Saxe Coburgo Gotha y también fue nombrado  Gran oficial de la Legión de Honor (Francia).
En reconocimiento a su trayectoria recibió el título de doctor en derecho de la Universidad de Oxford, Inglaterra, primero en ser otorgado a un ciudadano americano.
Si bien descolló como diplomático, en tanto abogado fue un precursor en impulsar ya en 1854 la adopción de un Código Civil para evitar las «terribles consecuencias para la estabilidad de la justicia, la seguridad de los derechos civiles, la paz y felicidad de las familias, la efectividad de los contratos, el mantenimiento de la propiedad, de tal confusión de leyes, de tan monstruoso caos».
Casó en São Paulo con Carlota Emilia da Costa Aguiar de Andrada, hija de Francisco Xavier da Costa Aguiar de Andrada y de Maria Zelinda de Andrada, hermana de Francisco Xavier da Costa Andrada, 1º barón de Aguiar de Andrada, sobrina de José Bonifácio.
Tuvo con ella cuatro hijos: Francisco Inácio (1842), Artur (1844, 1918), Carlota Luciana (1847, 1913) y Alfredo de Carvalho Moreira (1844, 1905).
Era sin embargo conocido abiertamente en Río por sus infidelidades y tuvo también hijos fuera del matrimonio.
Carvalho Moreira escribió un poema acerca de las edades de la mujer en que decía «A los quince años es una especie alcancía/que sólo se abre forzando la cerradura/A los veinte años la mujer es un arbusto espinoso/dónde el cazador entra armado de fusil/A los treinta es un bocado agradable/tierno y bien preparado».
Dos de sus descendientes, hijos del embajador César de Faria Domingues Moreira, se unieron en matrimonio con princesas de la casa Bragança: Eduardo de Carvalho Moreira casó en 2007 con María Antonia de Orleans-Braganza, hija del príncipe Eudes María de Orleans y Braganza, y su hermano Nuno de Carvalho Moreira quien casó en 2005 con Maria Carolina de Orleans e Bragança, hija del príncipe Pedro de Alcântara de Orleans e Bragança.